# MDK (computerspel)
MDK is een third-person shooter uit 1997, ontwikkeld en uitgegeven door Shiny Entertainment voor Windows. Het spel werd later geporteerd naar Mac OS door Shokwave, en naar PlayStation door Neversoft. Het spel werd uitgegeven door Playmates Toys in Noord-Amerika en door Interplay Entertainment in Europa.
MDK werd bedacht door Nick Bruty, en was het eerst pc-spel van Shiny Entertainment.

## Plot
Buitenaardse wezens hebben acht gigantische forten gebouwd om de aarde te vernietigen. De speler speelt als Kurt Hectic die door zes missies de zogenaamde "Minecrawlers" met zijn machinegeweer moet uitschakelen. Kurt krijgt hulp van de wetenschapper dr. Fluke Hawkins, en een robothond genaamd Bones. Kurt heeft een speciaal gevechtspak en kan inzoomen op zijn vijanden (sniper mode). Meer mogelijkheden met zijn wapens worden gedurende het spel vrijgespeeld.

## Technische prestaties
MDK was opmerkelijk vanwege het toepassen van softwarematig renderen. Omdat de ontwikkelaars elementen wilden gebruiken die nooit eerder waren gedaan moest een eigen programmeertaal worden ontwikkeld. Ze wilden ook dat het spel te allen tijde met minimaal 30 beelden per seconde zou draaien.

## Systeemeisen
De oorspronkelijke systeemeisen waren een Pentium 60 MHz processor, 16 MB RAM, 17 MB harde schijfruimte, een SVGA-compatible videokaart, en een Sound Blaster of gelijkwaardige geluidskaart. Volgens de toen geldende standaard waren dit bescheiden specificaties.

## Ontvangst
| Recensiescore       | Recensiescore          |
| Recensieverzamelaar | Score                  |
| ------------------- | ---------------------- |
| GameRankings        | 89% (pc), 76% (PS)     |
| Metacritic          | 8,4 (pc)               |
| Publicist           | Score                  |
| GameSpot            | 7,6/10 (pc), 7/10 (PS) |
| IGN                 | 8/10 (PS)              |
| Game Revolution     | A- (pc)                |

MDK ontving positieve recensies. De gameplay, het levelontwerp, de cynische humor, de technische prestaties, en het gebruik van de sniper mode werden alom geprezen. Kritiek werd gegeven op de matige verhaallijn en dat het spel te kort zou zijn.
Het spel werd een commercieel succes. Interplay vroeg Bruty om aan een opvolger te werken, maar hij werkte al aan het spel Giants: Citizen Kabuto. Spelontwikkelaar BioWare werd daarop ingehuurd om MDK2 te ontwikkelen. MDK2 kwam uit voor Windows en de Dreamcast in 2000, en voor de PlayStation 2 in 2001. In 2007 maakte Interplay plannen voor een derde spel, maar dit werd geannuleerd.